# Ryczywół (Mazovie)
Pour les articles homonymes, voir Ryczywół.
Ryczywół (prononciation : [ˈt͡suduf]) est un village polonais de la gmina de Kozienice dans le powiat de Kozienice de la voïvodie de Mazovie dans le centre-est de la Pologne.
Le village possède approximativement une population de 1 800 habitants en 2013.

## Histoire
De 1975 à 1998, le village appartenait administrativement à la voïvodie de Radom. Avant 1975, il faisait partie de la voïvodie de Kielce